# 풍항
풍항(베트남어: Phùng Hang, 1981년 11월 12일 ~ )은 노르웨이의 베트남계 가수이다.